# ウォーカー (映画)
『ウォーカー』（原題：Walker）は、1987年制作のアメリカ合衆国の映画。アレックス・コックス監督。
19世紀半ば、アメリカ政府の支援を受けてニカラグアの支配者となりながらも、独裁に走り失脚、処刑されたアメリカ人フィリバスター、ウィリアム・ウォーカーの波乱の生涯を史実とフィクションを交えながら描いている。
19世紀を舞台にしながら、4色刷りの「ニューズウィーク」誌や、マールボロ、コカコーラ、さらには高級リムジン車やヘリコプターが登場する。これは、現在の状況がウォーカーの時代と何ら変わっていないという、アレックス・コックスの皮肉を込めた演出である。

## キャスト
- ウィリアム・ウォーカー：エド・ハリス
- エレン：マーリー・マトリン
- ：リチャード・メイサー
- ：ルネ・オーベルジョノワ
- ：サイ・リチャードソン
- コーネリアス・ヴァンダービルト：ピーター・ボイル
- ：ミゲル・サンドバル
- ：キース・ザラバッカ
- ：ゲリット・グレアム
- ：ウィリアム・オーリアリー
- ：ブランカ・グエッラ
- ：リチャード・エドソン
- ：ザンダー・バークレー
- ：ジョン・ディール
- ：アルフォンソ・アラウ
- ：ペドロ・アルメンダリス・Jr